# 帝王鮭
大鳞大马哈鱼（学名：Oncorhynchus tshawytscha），又稱大鳞钩吻鲑、帝王鮭（英語：king salmon）或切努克鮭（Chinook salmon），是鲑形目鲑科麻哈魚屬的一種辐鳍鱼，主要分布于北太平洋和北冰洋（东西伯利亚海和楚科奇海）周边的寒带/亚寒带淡水、半鹹水及海水水系，從北海道、鄂霍次克海和白令海沿岸到阿拉斯加、太平洋西北和美国西岸的沿海水域。帝王鲑是高經濟的價值食用魚，適合各種烹飪方式食用，另可做為養殖魚、遊釣魚及觀賞魚。
帝王鲑的种小名tshawytscha源于俄语（chavycha），是对堪察加语叫法的音译。“帝王鲑”的叫法源自阿拉斯加方言，因为其體長可達150（59英寸），是所有太平洋鲑中体型最大。美国英语中使用的“切努克鲑”的叫法是致敬了哥伦比亚河下游的切努克人，哥伦比亚河南岸俄勒冈州的州鱼也是帝王鲑。

## 描述

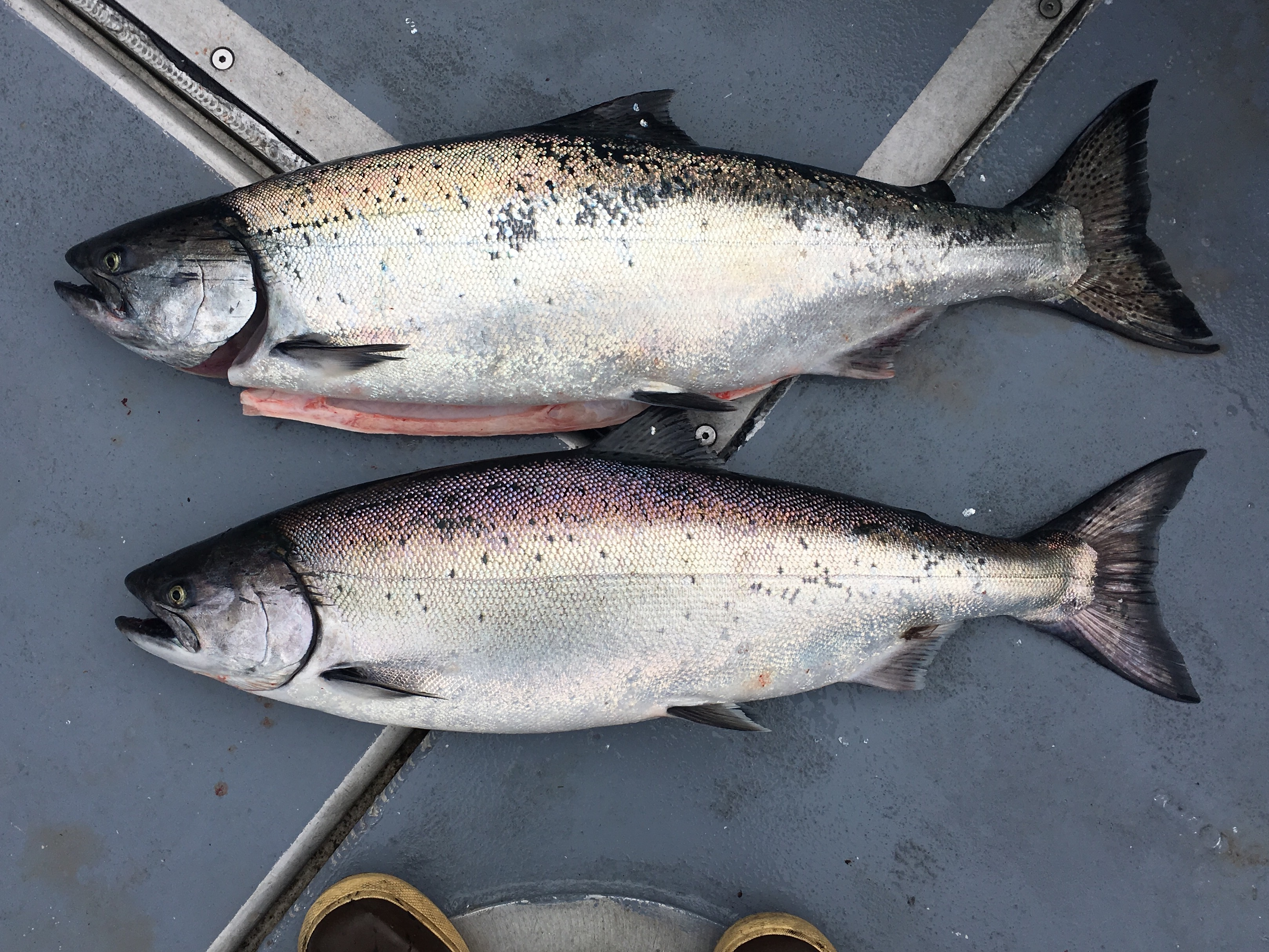
在海洋中捕捉到的一对帝王鲑

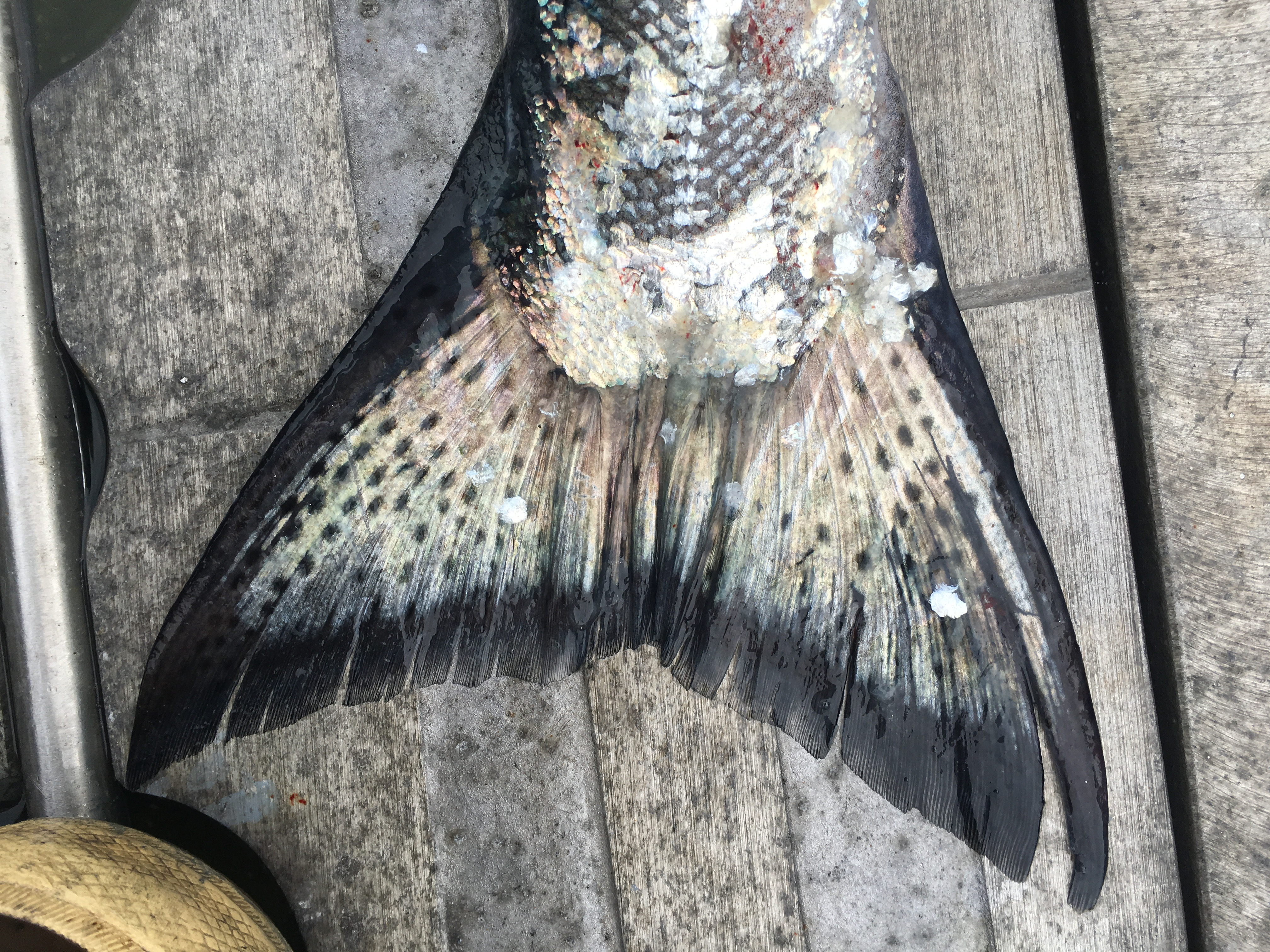
帝王鲑的鱼尾带有明显的黑点和银斑

帝王鲑的头背部为蓝绿色、红色或紫色，侧面为银色，腹部为白色，尾部和躯干上半都有黑点。虽然粉红鲑的尾部也有黑点，银鲑和大马哈鱼的尾部也有银班，但太平洋鲑中只有帝王鲑是两者都有。帝王鲑的另一个明显特征是咸水和淡水形态的嘴边都有黑色的唇线。成年鱼的平均尺寸为61—91（24—36英寸），但最大可以达到150（58英寸）；平均体重为4.5—22.7（10—50磅），但最大可达59（130磅）。根据食源的不同，帝王鲑的鱼肉可以是粉色或是白色。
帝王鲑是太平洋鲑中体型最大的，在阿拉斯加基奈河的成年鱼平均体重为16.8（37磅）。现今帝王鲑的休闲捕鱼世界纪录是1985年5月17日在科乃河捕捉到的一条重97.25磅（44.11）的鱼，而商业捕鱼的记录是1970年代末期在加拿大英属哥伦比亚里弗斯湾（Rivers Inlet）捕到的一条重126磅（57）的鱼。

## 分布

### 自然栖息区

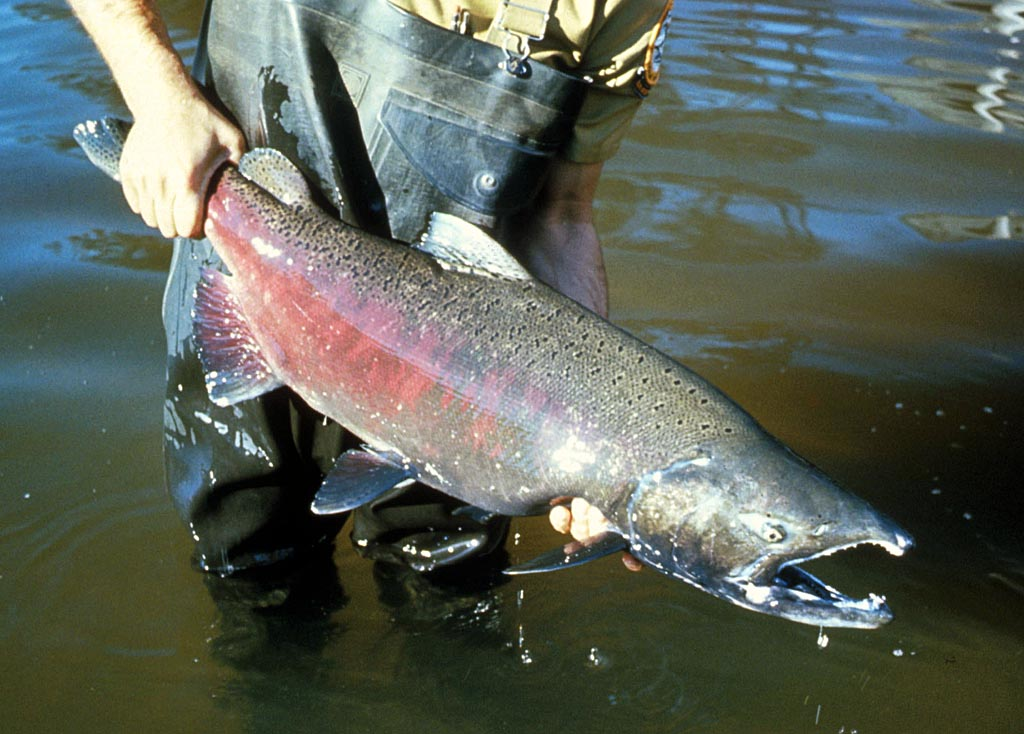
处于产卵期的雄性帝王鲑

历史上帝王鲑在北美的栖息区北至阿拉斯加的科策布峡湾，南至加利福尼亚的文图拉河（Ventura River），而最近的研究表明帝王鲑海城自然栖息于圣克拉拉谷的瓜达卢佩河（Guadalupe River）流域，但现在栖息范围已经减少了大约四成。帝王鲑在一些地区的内陆栖息地已经被完全切断（主要是被水坝和认为改造），比如南加利福尼亚、加州和俄勒冈境内的太平洋海岸山脉以东、以及斯内克河和哥伦比亚河上游流域的广大地区。在一些地区，比如加州的萨克拉门托-圣华金河三角洲，只有极少数（不到1%）的帝王鲑幼鱼仍在存活。
在西太平洋，帝王鲑的分布范围南至东日本北部（北海道），北至北冰洋东西伯利亚海的帕利亚瓦姆河口，但只在东北亚的堪察加半岛有一致的存在，其它地区的信息十分有限。帝王鲑在阿纳德尔河流域和楚科奇半岛部分地区也有零星分布，在俄远东马加丹州北部的舍利霍夫湾和品仁纳湾也有一定鱼群，但是研究资料匮乏。

### 引进种群
1971年，密歇根州自然资源部（Michigan Department of Natural Resources）将一些帝王鲑引进到密歇根湖和休伦湖来控制自从大西洋入侵的灰西鲱（至1960年代，灰西鲱霸占了这些湖中九成的生物群系），而在前一年也引进了银鲑。整个生态克制项目获得了显著成功，帝王鲑和银鲑都在捕食灰西鲱的基础上在湖区繁衍。在此之后，帝王鲑被引进到其它几大湖内，并且成为了当地钓客十分赏识的游钓鱼。
帝王鲑在南美洲的巴塔哥尼亚水域也成功获得立足，引进的和从孵鱼场逃脱的鱼开始在当地河流内繁衍，并且建立了稳定的洄游周期，甚至在距离海洋1,000（620英里）的阿根廷圣克鲁斯河源头都发现了产卵的鱼群，被认为是1930年左右被放流于下游的一群幼鱼的后代。
19世纪晚期试图将加州麦克劳德河贝尔德孵鱼场出口的帝王鲑鱼卵引进到新西兰水域的零星尝试大致上都失败了。20世纪早期的进一步努力则更加成功，最终使得坎特伯雷和北奥塔哥地区的河流中建立起了洄游鱼群，比如朗吉塔塔河（Rangitata River）、奥皮希河（Ōpihi river）、阿什伯顿/哈卡特雷河（Ashburton River/Hakatere）、拉卡亚河（Rakaia River）、怀马卡里里河（Waimakariri River）、胡鲁努伊河（Hurunui River）和怀奥乌瓦河（Waiau Uwha River）。这些后期的引进成功被认为至少部分是因为之前使用的鱼卵来自于秋季洄游的鱼群，而之前的引进尝试没有考虑到南北半球季节相反，使用的是春季洄游的鱼卵。其它鲑鱼品种也被引入到新西兰，但只有帝王鲑建立了客观的种群。

## 习性
帝王鲑棲息在深度0—375（0—1,230英尺）的表中層水域，會進行洄游，幼魚孵化後洄游回大海，以昆蟲、甲殼類為食，成魚為大洋性，以魚類、甲殼類等為食，成群活動，為海洋哺乳類、鳥類及大型魚類捕食。

### 生命周期

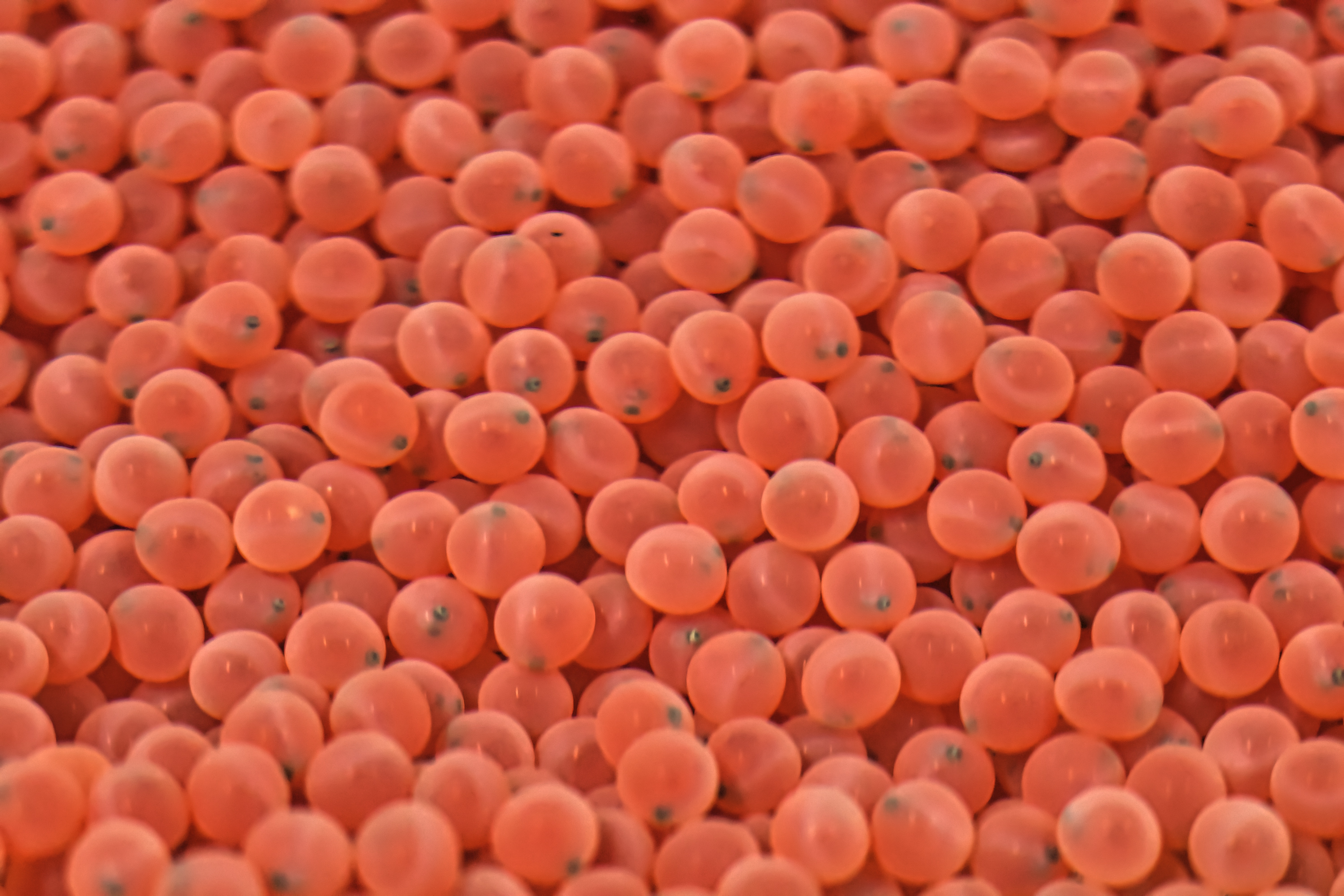
成熟的卵

帝王鮭在大洋裡生活一至八年（平均三至四年）之後就會洄游產卵。銀白色的身體上開始出現大面積的紅色斑塊，雄魚長出犬齒，上下顎彎曲成鉤狀。為了爭奪交配權，雄魚會攻擊弱小的同類。